# Kephale
Nel tardo impero bizantino, il termine kephalē (in greco κεφαλή?, "capo") era utilizzato per indicare i governatori provinciali e locali.

## Storia
Entrò in uso nella seconda metà del XIII secolo ed era derivato dal linguaggio colloquiale. Di conseguenza, non è mai diventato un titolo di stabilità o rango della nobiltà bizantina e della burocrazia imperiale, ma rimase un termine descrittivo. In sostanza, il kephale, durante il periodo dei Comneni, sostituì il doux come governatore civile e militare di una unità amministrativa territoriale, nota come katepanikion (κατεπανίκιον), che si chiamava kephalatikion (κεφαλατίκιον). In dimensione, queste province erano molto più piccole dei thema, e potevano andare da pochi villaggi intorno al kephalē' (un kastron, "fortezza"), a un'intera isola. Questa organizzazione venne adottata anche dal secondo Impero bulgaro (come in bulgaro кефалия?, kefaliya) e dall'impero serbo (come in serbo кефали?, kefalija).
Nel XIV secolo, i superiori kephalai erano chiamati (katholikai kephalai, "capi universali") e sovraintendevano un gruppo di province sotto i loro rispettivi [merikai] kephalai ("capi parziali"). I primi erano di solito parenti dell'imperatore o membri anziani di clan aristocratici. Alla fine del XIV secolo, con il crescente decentramento dell'Impero e la creazione di appannaggi sotto forma di despotati semi indipendenti, questi posti di alto livello svanirono.